# 易方達資產管理（香港）
易方達資產管理（香港）有限公司是香港的投資公司。此外，也是香港中資基金業協會、香港中資證劵業協會理事會員及香港投資基金公會會員，具有美國證券管理局 (SEC)投資顧問資格、QFII資格及RQFII資格。曾參與為中國再保險（集團）股份有限公司、環球醫療及聯想控股的基石投資者。
2008年在香港成立，主要業務香港從事提供資產管理服務及證券投資服務。
2012年，推出易方達中證100 A股指數ETF（港交所：3100 （页面存档备份，存于），港元結算）（港交所：83100 （页面存档备份，存于），人民幣結算）基金產品，追蹤中證100指數，分別在2012年8月27日（人民幣結算）和2012年11月9日（港元結算，開始以雙幣結算）於港交所上市。當年度獲得人民幣業務傑出大奬基金（RQFII）項目。
2017年，易方达香港发行首支美元货币市场基金，是香港市场上为数不多实现T+0结算的货币基金